# Weltdeutsch
Weltdeutsch, qui veut dire allemand universel (littéralement : « allemand mondial »), est le nom de plusieurs langues créées proposées pendant la Première Guerre mondiale et dont on peut rapprocher le Wede de Adalbert Baumann et le Weltdeutsch de N. Lichtenstein. Il s’agit de variantes d'un allemand simplifié, qui aurait dû fonctionner dans l'intérêt de l'Allemagne comme lingua franca internationale. On en attendait des avantages particuliers dans les colonies et les protectorats allemands.

## Histoire
La plus célèbre est celle de Wilhelm Ostwald, scientifique germano-balte et prix Nobel qui avait apporté des contributions importantes à la fois à l'interlinguistique en général et au développement de l'espéranto et de l'ido ; en 1915, entrainé dans une attitude très nationaliste, il proposa une variante hégémonique d'une langue construite qu'il appela Weltdeutsch. Ses propositions toutefois ne s’aventurèrent guère au-delà de la théorie. Sur la question d’un « allemand simplifié », il disait : « Dans ce domaine il faut éliminer toutes les complications superflues, tout ce qui est si excitant pour l’esthétique et la richesse de la langue, mais qui rend son apprentissage si difficile [...] ». De façon plus précise, il précisait simplement qu'il n'autoriserait qu'un seul article (comme « de ») et supprimerait les sons ä, ö, ü ainsi que les digrammes ou trigrammes comme ch et sch ; au lieu de z, on pourrait écrire ts. Jusqu'ici on n'a pas trouvé davantage de détails dans ses écrits. Il est probable qu’il n’ait jamais travaillé à fond le projet. Cela est d'autant plus vraisemblable qu'il avait exprimé les plus grandes réserves contre l’adoption d’une langue nationale comme lingua franca dans son livre Die Forderung des Tages de 1910.
Dix ans plus tard, le 29 septembre 1926 dans le quotidien Vossische Zeitung, il s'expliqua sur le besoin de créer une nouvelle langue internationale. Le Weltdeutsch langue artificielle est basé sur l'allemand. Elle permit à Adalbert Baumann de créer son Weltpitshn et son Oiropa Pitshn. Cette langue ne dépassa guère le stade de projet et fut abandonnée dès la fin de la guerre. Son inventeur revint, vers la fin de sa vie, à la langue ido qu'il avait contribué à développer avant la guerre.

## Littérature concernant le Weltdeutsch
- Adalbert Baumann, Wede die Verständigungssprache der Zentralmächte und ihrer Freunde, die neue Welthilfssprache, Diessen vor München, Kriegsjahr 1915
- Adalbert Baumann, Weltdeutsch (das verbesserte Wedé) für unsere Bundesgenossen und Freunde. Seine Notwendigkeit und seine wirtschaftliche Bedeutung, Diessen for München, krigs-iar 1916
- Detlev Blanke/Sabine Fiedler (Hg.), Interlinguistische Beiträge. Zum Wesen und zur Funktion internationaler Plansprachen, Frankfurt am Main u.a. 2006
- Markus Krajewski, Restlosigkeit. Weltprojekte um 1900, Fischer Taschenbuch Verlag, Frankfurt am Main 2006, S. 73–96, insbes. 92 ff.
- Ulrich Becker/Fritz Wollenberg, Eine Sprache für die Wissenschaft. Beiträge und Materialien des Interlinguistik-Kolloquiums für Wilhelm Ostwald, am 9. Nov. 1996, an der Humboldt-Universität zu Berlin